# Muzeum 2 Korpusu Polskiego w Józefowie
Muzeum 2 Korpusu Polskiego – muzeum z siedzibą w Józefowie (powiat otwocki). Muzeum zostało założone przez Mariusza Niewiedzielskiego. 
Placówka powstała w 2011 roku. W ramach muzealnych zbiorów gromadzone są pamiątki po 2 Korpusie Polskim i jego walkach podczas II wojny światowej, oraz po innych jednostkach Wojska Polskiego. Wśród eksponatów znajdują się m.in.:
- zabytkowe pojazdy, m.in. czołg T-34; samochody: Dodge WC-51, Willys MB, Ford Canada C-15, GAZ-63; artyleria różnych typów, m.in.: armata przeciwlotnicza 37 mm oraz armata polowa 76 mm,
- różnorodny sprzęt wojskowy, m.in. amerykańska radiostacja BC-348, brytyjski wykrywacz min z okresu II wojny światowej,
- zabytki techniki: kamery, aparaty fotograficzne, maszyny do pisania, radia, powielacze, sprzęt łączności,
- dokumenty, elementy ubioru, naszywki, pamiątki po żołnierzach.

Muzeum gromadzi również życiorysy żołnierzy 2 Korpusu Polskiego. Wiele eksponatów pochodzi z prywatnych darowizn, część zbiorów stanowi depozyt Muzeum Wojska Polskiego w Warszawie.
W 2014 roku została powołana Rada Muzeum, w skład której weszli: Anna Maria Anders (córka gen. Władysława Andersa), Roman Dziewoński  (syn Edwarda Dziewońskiego), oraz Cezary Łukaszewski – Przewodniczący Rady Miasta Józefowa.
Muzeum jest placówką całoroczną, czynną: dla grup szkolnych po uprzednim uzgodnieniu, natomiast dla indywidualnych zwiedzających - w czwartki, piątki oraz niedziele. Wstęp jest płatny. Oprócz działalności wystawienniczej muzeum zajmuje się organizacją lekcji pokazowych, rekonstrukcji historycznych oraz imprez okolicznościowych.